# Хеллбом, Анна-Бритта
Анна-Бритта Хеллбом (швед. Anna-Britta Hellbom, 25 июля 1919 — 22 декабря 2004) — шведский антрополог и американист. Она известна своими этнографическими полевыми исследованиями в Мезоамерике в Мексике.

## Биография
Родилась 25 июля 1919 года в Уппсале, Швеция. Анна-Бритта Хеллбом начала своё обучение в университете по скандинавской этнологии, но позже перешла на социальную антропологию. В 1940 году окончила Стокгольмский университет. Она также училась в Мадриде, где выучила испанский язык, что помогло ей в карьере американиста.
После полевой этнографической работы в Мексике (1962–1963) она получила в 1967 году докторскую степень в Стокгольмском университете. Она написала докторскую диссертацию на тему La Participacion Cultural de las Mujeres Indias y Mestizas en el Mexico PreCortesiano y Postrevulcionario (Культурное участие индейских женщин и женщин-метисов в докортесианской и постреволюционной Мексике).
В середине 1960-х она начала свою профессиональную карьеру в Этнографическом музее Стокгольма. В 1967 году она стала куратором-американистом этнографического музея, отвечающим за коллекции из Америки, и занимала эту должность до выхода на пенсию в 1985 году.
На неё повлияли работы её учителя Зигвальда Линнея (1899–1986), шведского археолога и этнографа, известного своими раскопками в Теотиуакане, древнем мезоамериканском городе, Мексика.
Она много писала о роли женщин в Мексике на основе своих этнографических полевых исследований в культуре ацтеков.
В Этнографическом музее Стокгольма хранится несколько коллекций её полевых работ.
Она умерла 22 декабря 2004 года в приходе Оскара в Стокгольме.